# Murat Arslan
Murat Arslan (geb. 1974 in Ankara) ist ein bekannter ehemaliger türkischer Richter. Er ist Vorsitzender der inzwischen verbotenen Vereinigung der Richter und Staatsanwälte (YARSAV). Nach einem umstrittenen Prozess wurde Arslan 2019 zu einer 10-jährigen Haftstrafe verurteilt.

## Leben
Murat Arslan schloss 1999 sein Studium der Rechtswissenschaft an der juristischen Fakultät der Universität Istanbul ab. Ab 2001 arbeitete er am Rechnungshof und wechselte 2005 von dort als Berichterstatter zum Verfassungsgericht.
Er trat der 2006 gegründeten Vereinigung der türkischen Richter und Staatsanwälte (YARSAV) bei, war deren Vorstandsmitglied, dann Vizepräsident und vom 16. März 2011 nach mehrfacher Wiederwahl bis zum 23. Juli 2016 deren Präsident. Nach dem Putschversuch vom Juli 2016 wurde YARSAV durch ein am 23. Juli 2016 im Amtsblatt der Republik Türkei veröffentlichtes Notstandsdekret aufgelöst.
Arslan, der bereits 2015 an den Rechnungshof zurückversetzt worden war, wurde nach dem Putschversuch entlassen. Am 19. Oktober 2016 wurde er in Untersuchungshaft genommen. Ihm wurde vorgeworfen, aktives Mitglied der terroristischen Organisation FETÖ/PDY (türkisch Paralel devlet yapilamasi, deutsch: „Parallele Staatsstruktur“) des islamischen Predigers Fethullah Gülen zu sein. Die Anschuldigung beruhte auf einer anonymen Denunziation und der Anwesenheit der App „ByLock“ auf seinem Smartphone. Türkische Behörden verdächtigen „ByLock“-Nutzer, Anhänger der Gülen-Bewegung zu sein, die die Regierung für den Putschversuch vom Juli 2016 verantwortlich macht.
Die Parlamentarische Versammlung des Europarates verlieh Murat Arslan in Abwesenheit am 9. Oktober 2017 den Václav-Havel-Menschenrechtspreis. Er erhielt diesen Preis, mit dem herausragende zivilgesellschaftliche Aktivitäten zur Verteidigung der Menschenrechte gewürdigt werden, als „Verfechter der Unabhängigkeit der Justiz in der Türkei“. In seiner Dankesrede, die er vorlesen ließ, bezeichnete Arslan die Türkei als ein Land, „wo der Rechtsstaat aufgehoben ist“. Von Seiten der Türkei wurde die Verleihung am Folgetag scharf kritisiert und als „falsch und inakzeptabel“ bezeichnet.
Am 2. November 2017 fand vor einer Strafkammer in Ankara der erste Hauptverhandlungstag im Strafverfahren gegen Arslan statt. Ingrid Heinlein, Vorsitzende Richterin a. D. am Landesarbeitsgericht Düsseldorf, nahm als Vertreterin von MEDEL, einer europäischen Organisation von Richtern und Staatsanwälten, an dieser Verhandlung teil und berichtete anschließend in der juristischen Fachzeitschrift Betrifft Justiz ausführlich darüber. Obwohl der erste Verhandlungstag nichts ergeben hatte, das die weitere Untersuchungshaft Murat Arslans rechtfertigen könnte, wurde dem Antrag der Verteidigung auf seine Entlassung aus der Untersuchungshaft nicht stattgegeben.
Nach zwei Jahren und drei Monaten Untersuchungshaft wurde Arslan am 18. Januar 2019 wegen „Beteiligung an einer terroristischen Vereinigung“ zu 10 Jahren Haft verurteilt. Der vorangegangene Prozess war laut dem UN-Sonderberichterstatter zur Unabhängigkeit von Richtern und Staatsanwälten, Diego García-Sayán, nicht fair: „Die Verurteilung von Richter Arslan stellt einen schweren und groben Angriff auf die Unabhängigkeit der Justiz in der Türkei dar, und in einem demokratischen Rechtsstaat ist eine unabhängige und unparteiische Justiz ein grundlegender Garant für die Gesellschaft als Ganzes“, sagte der UN-Menschenrechtsexperte.
In einem Berufungsurteil wurde Arslans erstinstanzliche Verurteilung bestätigt. Dagegen legte er Ende 2019 Revision ein. Der Oberste Gerichtshof der Türkei bestätigte am 3. November 2021 das erstinstanzliche Urteil.
Am 30. März 2022 wurde Arslan wegen Präsidentenbeleidigung zu einer weiteren Haftstrafe von 1 Jahr verurteilt.
Arslan ist seit Oktober 2016 in der geschlossenen Typ-F-Hochsicherheitsstrafvollzugsanstalt in Sincan inhaftiert.
Eine bedingte Entlassung nach drei Vierteln der Haftzeit, wie im türkischen Strafrecht üblich, wurde ihm verwehrt. Im Jahr 2024 startete die Internationale Richtervereinigung (IJA) eine Initiative, um Druck auf die türkischen Behörden aufzubauen und seine bedingte Entlassung zu erwirken. Im Rahmen dieser Initiative richtete auch der Deutsche Richterbund am 3. Juni 2024 ein entsprechendes Schreiben an den türkischen Justizminister Yılmaz Tunç.

## Privates
Arslan ist verheiratet und Vater von zwei Kindern.